# براكين تونغاريرو
جبل تونجاريرو (بالإنجليزية: Mount Tongariro) هو بركان مركب في منطقة تاوبو البركانية في الجزيرة الشمالية لنيوزيلندا. تقع على بعد 20 كيلومتر (12 ميل) إلى الجنوب الغربي من بحيرة تاوبو، وهو أقصى شمال البراكين النشطة الثلاثة التي تهيمن على المناظر الطبيعية في وسط الجزيرة الشمالية.

## جيولوجيا
جبل تونجاريرو هو جزء من مركز البركاني تونجاريرو، والذي يتألف من أربعة سلاسل مكونة من انديسايت : تونجاريرو، ككاراميا، بيهانغا، و جبل روبيهو. شكلت الثورات الانديزية تونغاريرو، بركان طبقي حاد، وصل ارتفاعها إلى 1,978 متر (6,490 قدم). تتكون تونجاريرو من طبقات من الحمم البركانية والتفرا، وقد اندلعت لأول مرة قبل 275 ألف عام.
يتكون من 12 مخروطًا على الأقل. في حين أن جبل نجورو يُنظر إليه غالبًا على أنه جبل منفصل، إلا أنه مخروط جيولوجي من تونجاريرو. وهي أيضًا أكثر نشاطًا، حيث اندلع أكثر من 70 مرة منذ عام 1839، وهي الحلقة الأخيرة في 1973 إلى 1975.
تم تسجيل النشاط أيضًا في فتحات التهوية الأخرى في التاريخ الحديث. انفجرت تي ماري كريترس في عام 2012، للمرة الأولى منذ عام 1897. اندلعت الرماد الأحمر في عام 1926 وتحتوي على فومارولس نشط. هناك العديد من الحفر في الكتلة. وقد ملأت المياه بعضًا منها لتكوين البحيرة الزرقاء وبحيرات الزمرد.
يتسبب ارتفاع جبال الألب ومناخ جبال الألب الحاد بين مارس وأكتوبر في تساقط الثلوج في فصل الشتاء (توجد حقول تزلج تجارية في جبل روابهو المجاور) ويمكن أن يتجمد المطر، مما يتسبب في جليد زجاجي؛ على النقيض من منتصف إلى أواخر الصيف، يمكن أن تكون الجبال مجردة من بقع الثلج المتبقية في الأخاديد المواجهة للجنوب. على عكس جبل روبيهو القريب، لا توجد الأنهار الجليدية في تونغاريرو اليوم. ومع ذلك، تشير الأدلة الجيومورفولوجية في شكل الركام إلى الوجود السابق للأنهار الجليدية الجبلية. يظهر تأريخ الرواسب في غرب تونغاريرو أن الأنهار الجليدية في الوادي كانت موجودة في عدة مرات خلال الدورة الجليدية الأخيرة، قبل أن تذوب في نهاية آخر نهر جليدي منذ حوالي 18000 عام.

## التاريخ
يقع جبل تونغاريرو في منتزه تونجاريرو الوطني، وهو أول منتزه وطني في نيوزيلندا وواحد من أقدم الحدائق في العالم. تم وضعه جانباً (حرفياً "مقدس") في عام 1887 بواسطة تي هيوهو توكينو الرابع (هورونوكو) ، الرئيس الأعلى للماوري نجاتي توهاريتوا إيوي وصنع حديقة وطنية من أجل الحفاظ على جمالها الطبيعي. تضم الحديقة أيضًا قمم نجورو وروبيهو، وكلاهما يقع إلى الجنوب الغربي من تونجاريرو. الحديقة الوطنية هي موقع تراث عالمي مزدوج لقيمها الثقافية الطبيعية وغير الملموسة.
يمر مسار للمشي بين تونجاريرو و نجورو وهو معبر جبال تونغاريرو. جبل تونغاريرو والمناطق المحيطة بها هي أيضًا واحدة من العديد من المواقع التي اختارها بيتر جاكسون لتصوير ثلاثية فيلم سيد الخواتم.

### ثوران تي ماري 2012

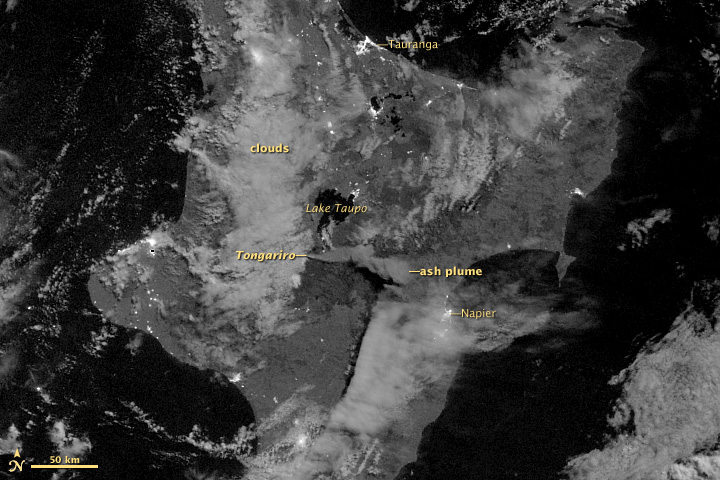
صورة القمر الصناعي لناسا لثوران أغسطس 2012، من Suomi NPP

في 6 أغسطس 2012 الساعة 11:50 مساءً (بتوقيت نيوزيلندا، ت ع م+12:00)، كان لجبل تونغاريرو ما كان يُعتقد في البداية أنه ثوران حراري مائي بعد شهر من النشاط المتزايد. وقع الانفجار في فوهات Te Māri Craters، التي كانت خاملة منذ عام 1897.
حدث الاندفاع في فتحة جديدة أسفل فوهة تي ماري العليا، وأرسل كتلًا يصل 1 متر (3 قدم) في حجم يصل إلى 2 كيلومتر (1.2 ميل) من فتحة البركان.
سحابة رماد 6.1 كيلومتر (3.8 ميل) ارتفاع الرماد المترسب في المنطقة المحيطة، وخاصة إلى الشرق من البركان. قطعت سحابة الرماد 250 كيلومتر (160 ميل) في أربع ساعات. ذكرت نيوا أن سحابة الرماد تحتوي على حوالي 10,000 متر مكعب (350,000 قدم3) من الرماد، وأن سحابة الرماد كانت بطول 25 كيلومترًا (16 ميل) وعرض 15 كيلومترًا (9.3 ميل) بعد 39 دقيقة من الانفجار. تم الإبلاغ عن الرماد ورائحة الكبريت في نابير وهاستينغز. تم الإبلاغ عن رائحة الكبريت أيضًا في ويلينغتون ونيلسون وبلينهايم.
الطريق السريع للولاية 1 إلى الشرق والطريق السريع للولاية 46 إلى الشمال من الجبل كل منهما يصل إلى 5 سنتيمتر (2 بوصة) من غطاء الرماد، وتم إغلاقها حتى صباح اليوم التالي بسبب الرماد وقلة الرؤية. طبقة من الرماد بسمك 10-15 مليمتر (0.4-0.6 بوصة) تستقر في الأراضي الزراعية من 5 إلى 10 كم (3.1 إلى 6.2 ميل) شرق الجبل. كانت أحجام الجسيمات بين 2 و 3 مليمتر (0.08 و 0.12 بوصة). تم إغلاق المجال الجوي داخل دائرة نصف قطرها 12 كيلومترًا (7.5 ميل) من الجبل بعد الانفجار، ولكن أعيد فتحه لاحقًا على الرحلات المرئية فقط. ألغت شركة طيران نيوزيلندا بعض الرحلات الجوية من وإلى روتوروا وتوبو وجيسبورن ونابير ووانجانوي وبالمرستون نورث بسبب خطر انسداد الرماد البركاني للمحركات على طائراتهم التي تخدم تلك المطارات.
لم يتم الإبلاغ عن أي إصابات، وكانت الأضرار الجسيمة الوحيدة التي لحقت بالممتلكات هي كتيتاهي هت التابع لإدارة الصيانة، والتي تقع 1.5 كيلومتر (0.9 ميل) غرب فوهات تي ماري. لم يكن هناك إخلاء رسمي لكن 24 شخصًا يعيشون على طول طريق الولاية السريع 46 فروا من منازلهم خوفًا من العزلة.
اندلع جبل تونغاريرو مرة أخرى في الساعة 1:20 مساء 21 نوفمبر، أطلق سحابة من الرماد 4000 متر في الهواء. تم إلغاء الرحلات الجوية في المنطقة، كما تم إلغاء العديد منها في صباح اليوم التالي. ولم يتلق الجيولوجيون أي تحذير قبل الانفجار، قائلين إنه لم يكن مرتبطًا بتحذيرات قبل أسبوع من النشاط المرتفع في جبل روابهو القريب.

## ‌ أنظر أيضًا
- بركان
- حمم
- فوهة (توضيح)

## روابط خارجية
- منتزه تونجاريرو الوطني في قسم الحفظ
- معبر تونغاريرو لجبال الألب في قسم الحفظ
- تونغاريرو جبال الألب معبر في أوقيانوسيا الافتراضية